# Ruda (Žďár nad Sázavou-i járás)
Ruda település Csehországban, a Žďár nad Sázavou-i járásban. Ruda Velká Bíteš, Březejc, Jabloňov, Osová Bítýška, Záblatí, Ořechov és Tasov településekkel határos. Lakosainak száma 414 fő (2024. január 1.).

## Népesség
A település lakosságának változását az alábbi diagram mutatja:
| Lakosok száma | 508  | 559  | 533  | 409  | 391  | 357  | 375  | 386  | 399  | 414  |
|               | 1869 | 1890 | 1921 | 1950 | 1980 | 2001 | 2017 | 2019 | 2022 | 2024 |